# 東馬

由砂拉越，沙巴及纳闽组成的东马

位于婆罗洲及北婆三邦的东马来西亚三州

东马（全稱東馬來西亞，馬來西亞官方名稱為沙巴和砂拉越，一些舊法律仍稱婆羅洲州屬），是马来西亚位于婆罗洲的北半部领土，由砂拉越，沙巴及纳闽组成，面积佔全國6成（200,657平方公里）餘，但人口僅佔全國2成。地理上，東馬与西馬之间被南中国海所隔，这间接导致其人口密度和发展指数均低于西馬。東馬拥有丰富的天然资源。

## 名稱
为了规范马来西亚华语用词，2004年成立的马来西亚华语规范理事会规范婆罗洲北部州属名称为“沙巴砂拉越”、简称“沙砂”，馬來亞则规范为“马来半岛”、简称“半岛”，并建议停止使用“西马”、“东马”的称呼，但民间与传媒依然使用。

## 行政區域
- 历史上为英属婆罗洲（文莱除外），在1963年9月16日和马来亚联合邦共同組成马来西亚。
- 沙巴（旧称北婆罗洲）和砂拉越：作为联邦的一员，比馬來亞半岛的联邦州享有更高度的移民自主权，譬如有不同的移民系统。2006年以前，进入东马的馬來亞居民必须持有馬來西亞护照，跨越沙巴边境同样设立关卡，须要出示护照。目前则可以采用内附晶片的大马卡通行，但仍有90天停留天數限制，且不能逾期居留和非法工作，否則將被遣返並拒絕入境東馬。
- 纳闽：原是沙巴的一部分；1984年纳闽被划为联邦直辖区，直接由联邦政府管辖。
- 主要城市：
  - 沙巴：亞庇、山打根、斗湖等

## 天然資源
東馬雖然經濟上普遍落后于西馬，但它擁有丰富的天然资源，包括：
- 沙巴北端的京那峇魯山，海拔4,095.2公尺，婆羅洲島最高的山峰，位於沙巴的神山公园，在2000年被列入世界遗产。